# I'll Be Lovin' U Long Time
"I'll Be Lovin' U Long Time" é uma canção da cantora norte-americana Mariah Carey, contida no seu décimo primeiro álbum de estúdio E=MC² (2008). Escrita por Carey, Aldrin Davis, Crystal Johnson e Clifford Harris, produzida pelos dois primeiros citados. O gancho e a instrumentação da canção é derivada do sample da canção "Stay With Me" de Mark DeBarge, Marke e Etterlene Jordan também foram creditados como compositores. "I'll Be Lovin' U Long Time" foi lançado como terceiro single do álbum nos Estados Unidos, Austrália e alguns países europeus em 01 julho de 2008. Mostra influência dos gêneros pop, soul e R&B e com instrumentos como piano e teclado, a letra da música mostra uma declaração da protagonista para seu amante, dizem que ela "amará ele por muito tempo".
A canção recebeu opiniões positivas dos críticos de música, sendo muitos deles considerando-a um dos destaques do álbum. Muitos críticos elogiaram a sua produção e interpolação e uso inteligente do sample de DeBarge, enquanto alguns criticavam por ser muito simples para um artista do nível de Carey. Apesar de alguns críticos esperassem que a canção se tornasse o seu décimo nono primeiro lugar de Carey nos Estados Unidos, a faixa só conseguiu chegar a uma posição de pico de número 58 na Billboard Hot 100. Em outros países onde foi lançada, a música alcançou posições relativamente fracas, entrando no top quarenta no Japão e Eslováquia, e atingindo um máximo de números 41, 69 e 84 na Nova Zelândia, Canadá e Reino Unido, respectivamente.
Carey cantou "I'll Be Lovin' U Long Time" em poucos programas de televisão, em comparação ao forte impulso promocional do primeiro single do álbum, "Touch My Body" recebeu. Ela primeiro cantou a música ao vivo no MTV Video Music Awards Japan, em 2 de junho de 2008. Em 31 de julho de 2008, ela cantou uma parte da canção em um concerto de quintento ao ar livre filmado para Jimmy Kimmel Live!. Bem como em 8 de agosto de 2008 no Teen Choice Awards. Além disso, ela foi destaque na cena final do filme You Don't Mess with the Zohan (2008), no qual Carey fez uma aparição. O vídeo da canção foi filmado ao longo de um intervalo de três dias no Havaí, e faz uso do cenário de ilhas, bem como várias cenas de Carey de biquíni ao nadar com um golfinho.

## Antecedentes
Ao longo de 2004, Carey começou a conceituar e trabalhar em um novo projeto, eventualmente intitulado The Emancipation of Mimi, seu décimo álbum de estúdio. O álbum se tornou o mais vendido nos Estados Unidos em 2005, e o segundo mais vendido em todo o mundo, com mais de 12 milhões de unidades vendidas. Ele ganhou uma infinidade de prêmios da indústria musical, e trouxe Carey de volta ao topo da música pop depois de sua queda em 2001. Depois de completar a The Adventures of Mimi Tour, Carey começou a trabalhar em material para seu décimo primeiro álbum de estúdio, o ainda sem título E=MC² (2008). Ao longo de 2007, Carey gravou o álbum em um estúdio construído em sua casa em Anguilla, no Caribe. E=MC ² foi saudado como um dos álbuns mais aguardados de 2008, com muitos críticos pesando suas opiniões sobre se Carey seria capaz de conseguir um sucesso significativo, seguindo suas conquistas com 'The Emancipation of Mimi. "Touch My Body" acabou por ser escolhido como o primeiro single do álbum através de uma votação entre os executivos da gravadora Island Records, com as escolhas finais, o primeiro titulo do álbum foi "I'm That Chick" (intitulado também de I'm That Chick You Like"). Depois de escolher o single, a canção foi enviado para estações de rádio de todo o mundo em 12 de fevereiro de 2008 e para download digital em 24 março de 2008.
"Touch My Body" teve uma forte experiência comercial, tornando-se o décimo oitavo single de Carey em primeiro lugar na Billboard Hot 100, bem como sua performance no top cinco em vários países europeus. Como resultado, E=MC² estreou no número um no Canadá e nos Estados Unidos, sendo a primeira semana com as melhores vendas em toda a carreira de Carey, e entre os três primeiros na Austrália e no Reino Unido. Após uma fórmula semelhante ao seu último álbum, Carey escolheu uma balada para ser o segundo single, "Bye Bye". Apesar de receber elogios de críticos de música, e forte especulação que se tornaria outro hit mundial de Carey, a música parou no número dezenove do Hot 100, e conseguiu desempenho fracaso nos gráficos internacionais. Posteriormente, o rótulo de Carey, Island Records, decidiu lançar uma canção ritmada que seria facilmente um "hit de verão". Eles escolheram "I'll Be Lovin' U Long Time", e lançou-a nas estações de rádio dos EUA em 1 de julho de 2008, e em vários mercados europeus no mês de Agosto.

## Composição
"I'll Be Lovin' U Long Time" é uma canção ritmada, de "festa amontuada" que é influênciada dos gêneros musicais pop, soul e R&B. Críticos com influências de música "soul", como Melissa Ruggieri do The News & Advance descreveu-a como uma "alma-vibratória", enquanto Nick Levine do Digital Spy chamou de um "aceno para o clássico soul". Título da canção é derivado do dito popular, "eu te amo muito tempo", do filme de guerra de 1987, Full Metal Jacket. Além disso, seu gancho e instrumentação é derivado de sample da canção "Stay With Me" de Mark DeBarge. Os críticos também observou que "I'll Be Lovin' U Long Time" a melodia do refrão e a progressão de acordes "lembra" o tema de abertuda da série Hill Street Blues. A principal fonte de produção da canção vem do seu "trabalho de teclado exuberante", e uso da "voz dupla" que Carey usa em todo a ponte. Carey descreve o efeito como "camadas de sua voz", para que a ponte soe como um "desmaio de uma centena de Mariahs". A canção foi escrita por Carey, Davis Aldrin, Johnson Cristal e Clifford Harris, e apresenta Mark DeBarge e Etterlene Jordan nos créditos de composição, devido ao sample usado na canção. "I'll Be Lovin' U Long Time" foi produzida por Carey e Davis (DJ Toomp), e é organizado na tonalidade Ré maior, com alcance vocal de Carey que vão desde a nota baixa de Lá3 a nota de alta de Ré5.
Liricamente, a canção conta a história de devoção do protagonista ao seu amante, proclamando que, mesmo ela sabendo que "você me deixou", ela vai estar "amando-o por muito tempo". O primeiro verso começa com "You ain't even got to worry / About a thing, I've got you babe / And ain't nobody takin' me away / Its not a game I'm here to stay" descrevendo sua forte ligação emocional com ele. A medida que o verso continua, Carey faz referências e comparações de seu amor com drogas e efeitos poderosos sobre o corpo e seus sentidos. Carey descreve os limites de seu amor durante o refrão, cantando "As long as I can breathe" e "Eternally". Durante o segundo verso, ela canta que não importa o que os outros dizem sobre seu relacionamento, eles vão continuar juntos, e descrevendo um momento privado que compartilharam seu "Little spot where no one knows".

### Controvérsia lírica
Na época de seu lançamento, "I'll Be Lovin' U Long Time" foi o tema de controvérsia com a comunidade asiática, assim como com a comediante Margaret Cho. No filme Full Metal Jacket, uma prostituta asiática aborda tropas dos EUA e se oferece para se envolver em conduta lasciva em troca de dinheiro. Ela usa termos como "estou tão excitada" e "eu te amarei por muito tempo", que foi fortemente parodiado e popularizado. Assim, esses termos têm sido usados como humor à custa do povo da Ásia, e tem sido descrito como "insultos raciais" por Cho. Outras cantoras têm sido conhecidos por usar a frase, como Fergie em sua música "London Bridge" (2006), e Nelly Furtado em "Maneater" (2006). Em uma entrevista à MTV News, Cho voltou atrás em seus comentários citados antes, e expressa eles comentados em música, e por uma mulher, então não seria ofensa: "Eu não me importo quando ele é usado em músicas, como quando as mulheres usam ele", Cho continuou. "Fergie usou, isso não me incomoda. Mas quando gritam na rua e não querem ouvir uma resposta? E se eu estivesse realmente indo por ir, 'Oh, TUDO BEM?" Eles jamais ficariam para ouvir uma resposta."

## Faixas e formatos
| 12" Single - Estados Unidos |                                                     |                                                                                              |                        |         |  |
| N.º                         | Título                                              | Compositor(es)                                                                               | Produtor(es)           | Duração |  |
| 1.                          | "I'll Be Lovin' U Long Time" (participação de T.I.) | Mariah Carey, Aldrin Davis, Crystal Johnson, Clifford Harris, Mark DeBarge, Etterlene Jordan | Mariah Carey, DJ Toomp | 3:50    |  |
| 2.                          | "I'll Be Lovin' U Long Time" (versão do álbum)      | Mariah Carey, Aldrin Davis, Crystal Johnson, Clifford Harris, Mark DeBarge, Etterlene Jordan | Mariah Carey, DJ Toomp | 3:09    |  |
| 3.                          | "I'll Be Lovin' U Long Time" (instrumental)         | Mariah Carey, Aldrin Davis, Crystal Johnson, Clifford Harris, Mark DeBarge, Etterlene Jordan | Mariah Carey, DJ Toomp | 3:09    |  |

| Single Promo - Reino Unido |                                                |                                                                                              |                        |         |  |
| N.º                        | Título                                         | Compositor(es)                                                                               | Produtor(es)           | Duração |  |
| 1.                         | "I'll Be Lovin' U Long Time" (versão do álbum) | Mariah Carey, Aldrin Davis, Crystal Johnson, Clifford Harris, Mark DeBarge, Etterlene Jordan | Mariah Carey, DJ Toomp | 3:09    |  |

| 12" Single - Europa |                                                     |                                                                                              |                        |         |  |
| N.º                 | Título                                              | Compositor(es)                                                                               | Produtor(es)           | Duração |  |
| 1.                  | "I'll Be Lovin' U Long Time" (versão do álbum)      | Mariah Carey, Aldrin Davis, Crystal Johnson, Clifford Harris, Mark DeBarge, Etterlene Jordan | Mariah Carey, DJ Toomp | 3:09    |  |
| 2.                  | "I'll Be Lovin' U Long Time" (participação de T.I.) | Mariah Carey, Aldrin Davis, Crystal Johnson, Clifford Harris, Mark DeBarge, Etterlene Jordan | Mariah Carey, DJ Toomp | 3:50    |  |
| 3.                  | "I'll Be Lovin' U Long Time" (instrumental)         | Mariah Carey, Aldrin Davis, Crystal Johnson, Clifford Harris, Mark DeBarge, Etterlene Jordan | Mariah Carey, DJ Toomp | 3:09    |  |

| Promo Single - Europa |                                                     |                                                                                              |                        |         |  |
| N.º                   | Título                                              | Compositor(es)                                                                               | Produtor(es)           | Duração |  |
| 1.                    | "I'll Be Lovin' U Long Time" (versão do álbum)      | Mariah Carey, Aldrin Davis, Crystal Johnson, Clifford Harris, Mark DeBarge, Etterlene Jordan | Mariah Carey, DJ Toomp | 3:09    |  |
| 2.                    | "I'll Be Lovin' U Long Time" (participação de T.I.) | Mariah Carey, Aldrin Davis, Crystal Johnson, Clifford Harris, Mark DeBarge, Etterlene Jordan | Mariah Carey, DJ Toomp | 3:50    |  |
| 3.                    | "I'll Be Lovin' U Long Time" (instrumental)         | Mariah Carey, Aldrin Davis, Crystal Johnson, Clifford Harris, Mark DeBarge, Etterlene Jordan | Mariah Carey, DJ Toomp | 3:09    |  |

## Créditos
Créditos tirados dos encartes do álbum E=MC². *Mariah Carey - composição, produção, vocal, vocais de fundo
- Aldrin Davis - composição, produção
- Crystal Johnson - composição, vocais de fundo
- Clifford Harris - composição
- Mark DeBarge - composição
- Etterlene Jordan - composição
- Phil Tan - mixagem
- Josh Houghkirk - mixagem
- Bernie Grundman – masterização

## Desempenho nas paradas musicais
| Parada Musical (2008)                            | Melhor posição |
| ------------------------------------------------ | -------------- |
| Canadá (Canadian Hot 100)                        | 69             |
| Japão (Japan Hot 100)                            | 27             |
| Nova Zelândia (New Zealand Airplay Chart)        | 41             |
| Eslováquia (Slovakian Singles Chart)             | 39             |
| Reino Unido (UK Singles Chart)                   | 84             |
| Estados Unidos (Billboard Hot 100)               | 58             |
| Estados Unidos (Billboard Hot R&B/Hip-Hop Songs) | 36             |